# Ghafsai
Ghafsai (en àrab غفساي, Ḡafsāy; en amazic ⵖⴰⴼⵙⴰⵢ) és un municipi de la província de Taounate, a la regió de Fes-Meknès, al Marroc. Segons el cens de 2014 tenia una població total de 6.361 persones. Està situat a les muntanyes del Rif i és un dels principals productors de Cannabis del Marroc tot i que darrerament s'hi ha desenvolupat altres conreus.

## Història
Després de ser controlat pel Regne del Marroc en les dècades anteriors, Ghafsai estava dins del protectorat espanyol al Marroc el 1912-1921, i formà part de la república del Rif de 1921 a 1926. En la guerra del Rif Ghafsai es va trobar en zona de guerra. Després de l'ensulsiada de la República del Rif l'àrea va tornar a control espanyol.
Durant la guerra d'Ifni en la dècada del 1950 l'Exèrcit d'Alliberament Marroquí utilitzà Ghafsai com un dels seus centres d'operacions contra espanyols i francesos.
El gener de 2016 s'anuncià l'inici de 18 projectes de desenvolupament urbà que abastaven més de 22 hectàrees (54 acres). Les subvencions pel projecte de reubicació van ascendir a 8.630.000 dirhams marroquins, mentre que el cost d'un nou sistema de clavegueram s'estima en 47 milions de dirhams. També es planeja la construcció d'un centre comercial, una escola, un complex esportiu, zona d'aparcament, zona de desenvolupament econòmic, parcs, un abocador, i una revisió de la xarxa elèctrica. S'estima que en total tots aquests nous projectes sumaven el cost de més de 300 milions de dirhams.